# Даниель, Герман-Альберт
Ге́рман-Альбе́рт Даниэ́ль (нем. Hermann Adalbert Daniel; 18 ноября 1812, Кётен, Рейнский союз — 13 сентября 1871, Лейпциг) — немецкий богослов и географ, занимал пост профессора педагогии в Галльском университете.

## Биография
Родился в Кётене и изучал богословие в Галльском университете а затем преподавал в комплексе Социальные учреждения Франке, где одним из его учеников был будущий политик Бернгард фон Бюлов. После выхода на пенсию жил в Лейпциге и там же 13 сентября 1871 года скончался. Автор работ в области географии и богословия. Придерживался концепцией изучения географии предложенной Карлом Риттером. Его труды были опубликованы на греческом, испанском и русском языках. 

### Богословские сочинения
- «Tadian der Apologet» (Галле, 1837),
- «Thesaurus hymnologicus» (1841—56) и
- «Codex liturgicus» (1847—55).

### Сочинения по географии
- «Lehrbuch der Geographie fur höhere Unterrichtsanstalten» (90-e изд. 1889);
- «Leitfaden fur den geographischen Unterricht» (167-е изд., 1889);
- «Краткий учебник географии» (перев. А. Корсак, 2 изд. Москва, 1865)[3];
- «Handbuch der Geographie» (5 издание 1880—1883).
- «Deutschland nach s. physischen u. polit. Verhältnissen geschildert» (5 изд., Лпц., 1878).